# Lac Maskinongé
Lac Maskinongé är en sjö i Kanada. Den ligger i regionen Lanaudière och provinsen Québec, i den sydöstra delen av landet, 200 km nordost om huvudstaden Ottawa. Lac Maskinongé ligger 139 meter över havet. Arean är 10,9 kvadratkilometer. Den sträcker sig 4,3 kilometer i nord-sydlig riktning, och 4,5 kilometer i öst-västlig riktning.
Följande samhällen ligger vid Lac Maskinongé:
- Saint-Gabriel (2 901 invånare)

Omgivningarna runt Lac Maskinongé är en mosaik av jordbruksmark och naturlig växtlighet. Runt Lac Maskinongé är det glesbefolkat, med 17 invånare per kvadratkilometer.